# Fulica cornuta
La focha cornuda, focha cornuda grande, gallareta cornuda, tagua cornuda o chola de copete (Fulica cornuta) es una especie de ave encontrada en el altiplano de los lagos en el noroeste de Argentina, sureste de Bolivia y noreste de Chile. De cabeza y cuello negros, tiene el resto del plumaje apizarrado; carece de escudo frontal, posee una carúncula alargada de color negro y el pico es verede amarillento. Está casi totalmente restringida a una altitud de 3000 a 5200 metros sobre el nivel del mar, pero en ocasiones se la ha registrado en altitudes más bajas. Es uno de los principales miembros de la familia Rallidae.

## Taxonomía

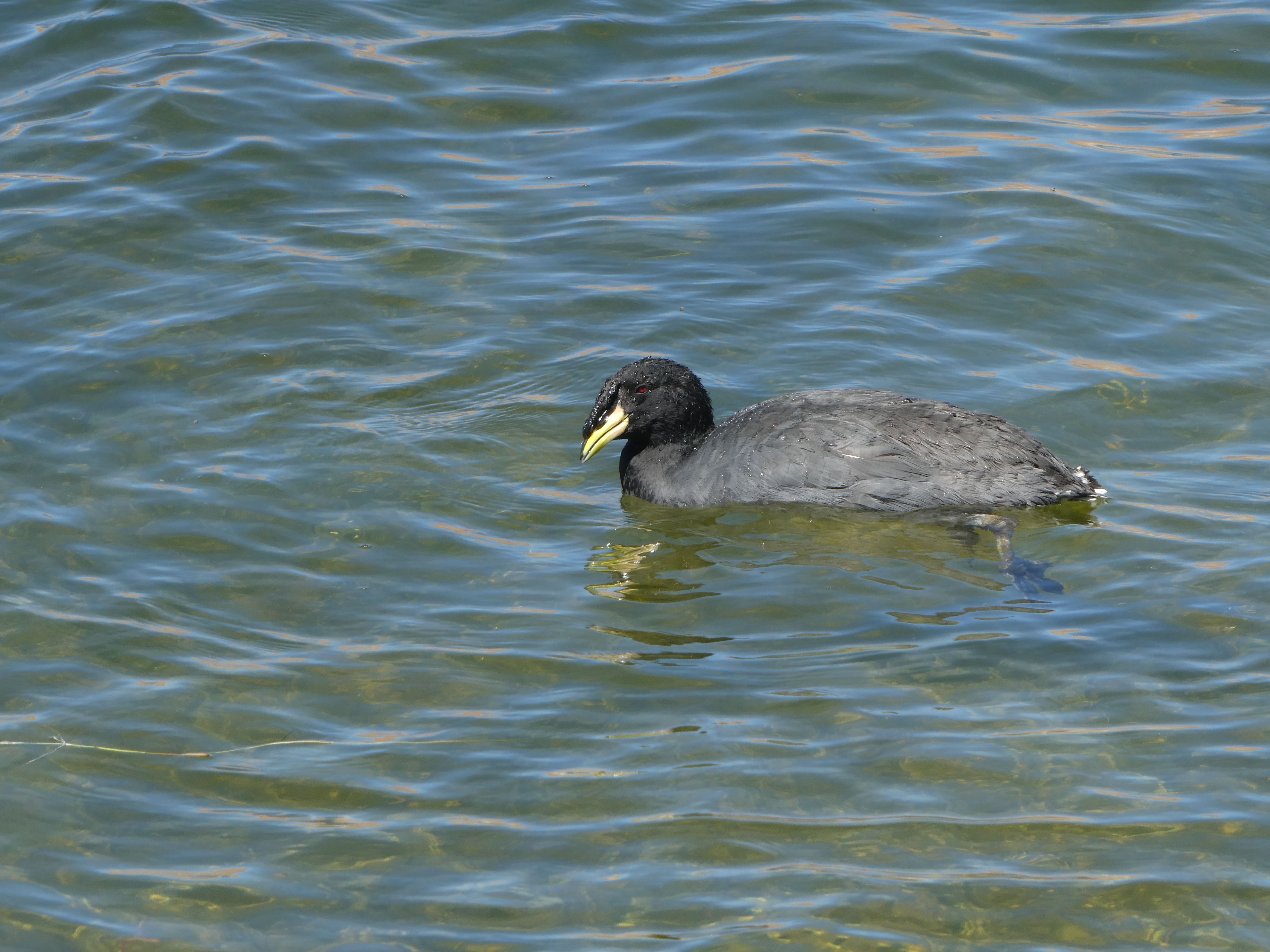
Tagua cornuda en el altiplano de Antofagasta.

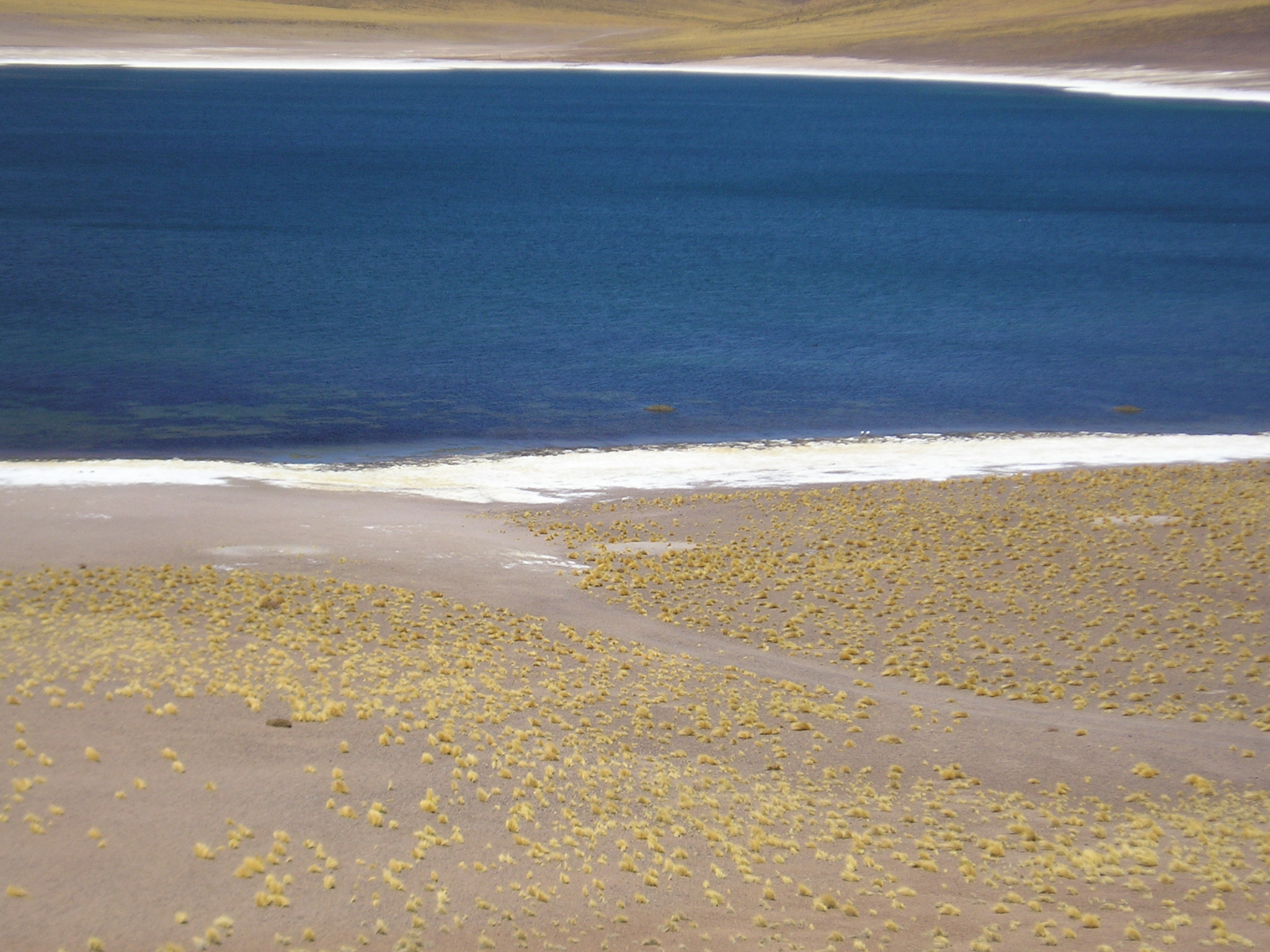
Dos nidos en el agua cerca de la orilla, en la Laguna Miñiques.

Esta especie de fulica fue descrita por Bonaparte en 1853, basado en un espécimen recogido en los Andes de Bolivia. 
Por lo general, es una especie de baja densidad con una población total estimada entre los 10.000 a 20.000, por lo que tanto la BirdLife International y la UICN consideran que está casi amenazada.
En Chile, donde se la conoce como tagua cornuda, anida en las lagunas Miscanti y Meñiques, donde su número de ejemplares fluctúa notablemente durante el año debido al desplazamiento de las aves desde y hacia las lagunas ubicadas en Argentina y Bolivia; en otoño, alcanza su punto más alto. Por ejemplo, en otoño de 1997 llegó a 1801; en primavera-verano disminuye sustancialmente, a unos 400 individuos, cayendo a veces, como en los veranos de 1995 y 1996 a menos de 200. Para dar una mayor protección a esta especie, se han introducido medidas especiales para la visita durante la temporada reproductiva, que se extiende allí de julio a diciembre. Además, está protegida por la Ley de Caza 19.473 en la categoría vulnerable. Se alimentan de algas filamentosas de los géneros Ruppia y Potamogetom. Los atacameños llaman a esta rálida wari, palabra kunza.
El cuerno de los machos es en promedio un poco más grande que el de la hembra. Con una longitud total de 46 a 62 cm (18 a 24 pulgadas) y una masa corporal de 1,6 a 2,29 kg (3,5 a 5,0 libras), en promedio es un poco más pequeña en relación con la gallareta gigante como la segunda focha más grande y la tercera más grande de las especies existentes del camino.
Mientras que la mayoría de las fochas tienen una protección callosa en la frente, la Focha Cornuda tiene tres barbillas en ambos sexos. La barbilla central es grande y posiblemente puede ser eréctil. Las tres barbillas terminan en mechones de filoplumas. En la base del pico y por debajo de la barbilla es una carúncula carnosa de color blanquecino. El pico es de color amarillo oliva, de color naranja de claro a opaco hacia la base. A diferencia de la gallareta gigante, las piernas de la focha cornuda son de un color verdoso opaco.
La focha cornuda es monógama y algunas veces se reproduce en colonias de hasta 80 pares. El enorme nido suele estar ubicado a unos 40 metros de la orilla en las aguas de los lagos de gran altura donde se reproducen. Estas aves amontonan piedras para formar una isla artificial que llega a la superficie del agua. Esta isla es cubierta con algas para formar el nido. Se ha estimado que los montículos de piedra puede llegar a pesar hasta 1,5 toneladas y son renovados en cada temporada. Se reproducen de noviembre a enero.